# Kanton Vezzani
Kanton Vezzani (francouzsky Canton de Vezzani) je francouzský kanton v departementu Haute-Corse v regionu Korsika. Tvoří ho 7 obcí.

## Obce kantonu
- Aghione
- Antisanti
- Casevecchie
- Noceta
- Pietroso
- Rospigliani
- Vezzani